# إل جي جي فليكس
إل جي جي فليكس (بالإنجليزية: LG G Flex) هو هاتف ذكي من إل جي أليكترونيكس يعمل بنظام أندرويد، تم طرحه في الأسواق في 12 نوفمبر 2013.

## الخصائص
- نظام التشغيل: أندرويد
- الكاميرا الأمامية: 2.1 ميجابكسل
- الكاميرا الخلفية: 13 ميجابكسل
- الوزن: 177 غ (6.2 أونصة)
- المعالج: رباعي النواة
- الذاكرة: 2 جيجابايت
- التخزين: 32 جيجابايت ذاكرة وميضية